# Света Троица (Ращани)
Вижте пояснителната страница за други значения на Света Троица.
„Света Троица“ (на македонска литературна норма: „Света Троица“) е възрожденска православна църква във велешкото село Ращани, централната част на Северна Македония. Храмът е част от Повардарската епархия на Македонската православна църква – Охридска архиепископия.
Храмът е дело на видния възрожденски архитект Андон Китанов. В 1883 година църквата е изписана от зографа Димитър Андонов Папрадишки.